# Nyctidromus
Nyctidromus – rodzaj ptaków z podrodziny lelków (Caprimulginae) w rodzinie lelkowatych (Caprimulgidae).

## Zasięg występowania
Rodzaj obejmuje gatunki występujące w Ameryce.

## Morfologia
Długość ciała 18–28 cm; masa ciała samców 32–87 g, samic 31–90 g.

## Systematyka

### Etymologia
- Nyctidromus: gr. νυκτι- nukti- „nocny”, od νυξ nux, νυκτος nuktos „noc”; -δρομος -dromos „biegacz”, od τρεχω trekhō „biegać”[5].
- Eucapripodus: gr. ευ eu „dobry”; łac. capra „koza”; gr. πους pous, ποδος podos „stopa”[6]. Gatunek typowy: Eucapripodus rutilus Lesson, 1843 (= Caprimulgus albicollis J.F. Gmelin, 1789).

### Podział systematyczny
Do rodzaju należą następujące gatunki:
- Nyctidromus albicollis (J.F. Gmelin, 1789) – lelkowiec białoszyi
- Nyctidromus anthonyi (Chapman, 1923) – lelkowiec ekwadorski – takson wyodrębniony z Caprimulgus[8][9].